# Immenstedt, Dithmarschen
Immenstedt là một đô thị thuộc huyện Dithmarschen, trong bang Schleswig-Holstein, nước Đức. Đô thị Immenstedt, Dithmarschen có diện tích 3,09 km², dân số thời điểm 31 tháng 12 năm 2006 là 97 người.